# Тимология
Тимоло́гия (от др.-греч. θυμός «желание, стремление» + λογία «наука, учение») — термин, широко использовавшийся Людвигом фон Мизесом для обозначения области исследований человеческих оценок и желаний.
Тимология отличается от праксеологии тем, что её интересуют события, которые в душе, рассудке или мозге вызывают определенное решение в пользу А или В, тогда как предметом праксеологии является результат этих событий, то есть действие. По этой же причине тимология не имеет отношения к экономической науке. По словам Мизеса, «Почему один человек выбирает воду, а другой — вино, представляет собой тимологическую (или по традиционной терминологии, психологическую) проблему».